# Polyacanthonotus
Polyacanthonotus è un genere di pesci ossei abissali appartenente alla famiglia Notacanthidae.

## Distribuzione e habitat
I membri del genere si incontrano nell'Oceano Atlantico, nell'Oceano Pacifico e nel mar Mediterraneo dove vive la specie Polyacanthonotus rissoanus.

## Specie
- Polyacanthonotus africanus
- Polyacanthonotus challengeri
- Polyacanthonotus merretti
- Polyacanthonotus rissoanus[1]